# Кояма Кіміко
Кіміко Кояма (яп. こやま きみこ, кириліз.: Кояма Кіміко) 27 січня, Токусіма - популярна японська сейю та співачка. Відома також під ім'ям 古山 きみこ (вимовляється так само).

## Озвучування ролей в аніме
| 1999 | - Dokyusei 2 Special: Sotsugyousei — Affection Points Teller |
| 2001 | - Happy Lesson OVA-1 — Удзукі Сітенно |
| 2002 | - Happy Lesson [ТВ-1] - Удзукі Сітенно - Rikujyou Bouei Tai Mao-chan - Мао Онігавара |
| 2003 | - Maburaho - Елізабет - Темніше, ніж індиго - Нацукі Комія - Happy Lesson [ТВ-2] - Удзукі Сітенно - Raimuiro Senkitan - Акайто |
| 2004 | - Rikujyou Bouei Tai Mao-chan — Мао Онігавара - Memories Off 3.5 — Хая Нонохара - Raimuiro Senkitan: Nankoku Yume Roman — Акайто |
| 2005 | - Чарівний вчитель Негіма! [ТВ] - Фука Нарутакі - Koi Koi 7 - Хіфумі Інокай - Mär Heaven - Аква - Gokujou Seitokai - Маат Хісакава - Shin Seiki Zoids Genesis - Рей Мі - Shakugan no Shana [ТВ-1] - Маріанн - Май-Отоме [ТВ] - Яйої                                                                                                   |
| 2006 | - REC - Танака - Love Get Chu ~ Miracle Seiyuu Hakusho - Кийоко Ходзе - Сім облич Ямато-Надесіко - Мадлен - Negima!? - Фука Нарутакі - Mamoru-kun ni Megami no Shukufuku wo! - Юка Маруюма - Чарівний вчитель Негіма! OVA-1 - Фука Нарутакі - Чарівний вчитель Негіма! OVA-2 - Фука Нарутакі - Gekijouban Doubutsu no Mori - Мамекіті |
| 2007 | - Reideen (2007) - Кураков Сайга - Kamichama Karin - Судзуне - Shakugan no Shana [ТВ-2] - Маріанн - Dojin Work - Сора Кітано - Характери-охоронці [ТВ-1] - Пепе - Prism Ark - Малюк Ратус |
| 2008 | - Rosario + Vampire [ТВ-1] — Юкарі Сендо - Nabari no Ou — Дзюдзі Мінамі - Negima!: Magister Negi Magi — Фука Нарутакі - Rosario + Vampire[ТВ-2] — Юкарі Сендо - To Aru Majutsu no Index — Комоэ Цукуёми - Характери-охоронці [ТВ-2] — Пепе                                                                                            |
| 2009 | - Asura Cryin’ — Саекі Рейко - Negima!: Magister Negi Magi — Фука Нарутакі - Asura Cryin’ — Саекі Рейко - Miracle Train: Oedo-sen e Yokoso - Kigurumikku V3 - Характери-охоронці [ТБ-3] — Пепе |
| 2010 | - Ookami-san to Shichinin no Nakama-tachi — Маджоліка - To Aru Majutsu no Index — Комое Цукуемі - Shukufuku no Campanella — |
| 2011 | - Shukufuku no Campanella OVA — Карина Верітті - Shakugan no Shana [ТБ-3] — Маріанн - Negima!: Magister Negi Magi — Фука Нарутакі - Yumekui Merry — Парад |
| 2012 | - Kore wa Zombie Desu ka? [ТВ-2] — Еукливуд Хеллсайт |